# Ma'alot-massakern
Ma'alot-massakern var en massaker som ägde rum den 15 maj 1974 i orten Ma'alot i norra Israel. 102 judiska tonåringar från Safed var på skolresa och sov i en skolbyggnad i Ma'alot, då tre medlemmar, anförda av Ahmed Lini, ur Demokratiska fronten för Palestinas befrielse (DFLP) klockan 04:00 på morgonen tog sig in i byggnaden. Några skolungdomar lyckades fly, men terroristerna tog cirka 85 ungdomar och några vuxna som gisslan.
Inom kort meddelade de tre gisslantagarna sina krav – frisläppandet av 23 arabiska politiska fångar samt tre andra fångar, bland andra japanen Kozo Okamoto, medlem av Japanska röda armén. Om inte dessa fångar hade frisläppts klockan 18.00 lokal tid, skulle man skjuta ihjäl skolungdomarna. Knesset höll ett krismöte och bestämde sig för att förhandla med terroristerna, men israelerna bad om mer tid. Denna begäran avslogs, och israeliska myndigheter beslutade sig då för att avbryta förhandlingarna med DFLP.
Drygt en halvtimme innan tidsfristen löpte ut, gav försvarsminister Moshe Dayan, med premiärminister Golda Meirs goda minne, befälhavaren för specialstyrkan Sayeret Matkal klartecken att storma skolbyggnaden i Ma'alot. Prickskyttar hade fått order att skjuta de tre gisslantagarna, men detta omöjliggjordes av att de tre strax före stormningen försvann ur skottlinjen. Specialstyrkan sköt inne i byggnaden ihjäl terroristerna, men dessa hade dessförinnan dödat 21 skolungdomar och sårat cirka 60.